# Rusko-perská válka (1804–1813)
Rusko-perská válka z let 1804 až 1813 představovala jednu z mnoha válek mezi Perskou říší a carským Ruskem a začala, jako mnoho z jejich válek, sporem o území. Nový perský vládce Fát Alí Šáh chtěl upevnit nejsevernější oblasti svého království – dnešní Gruzii, která byla připojena carem Pavlem I. několik let po rusko-perské válce z roku 1796. Stejně jako jeho perský protějšek byl i car Alexandr I. Pavlovič novým vládcem na trůně a také tak odhodlaný kontrolovat sporná území.
Válka skončila v roce 1813 Gulistánskou dohodou, která postoupila zmíněné území Gruzie carskému Rusku a také íránské území Dagestán, které dnes tvoří  menších částí Arménie a většinu dnešního Ázerbájdžánu, tedy tehdejší chanáty Širvanský, Baku, Derbentský, Karabašský, Gandžinský, Šekský, Qubský a části Talyšského chanátu.